# Katastralgemeinde Braunsberg (Gemeinde Weitensfeld im Gurktal)
Die Katastralgemeinde Braunsberg ist eine der sieben Katastralgemeinden der Gemeinde Weitensfeld im Gurktal im Bezirk St. Veit an der Glan in Kärnten. Sie hat eine Fläche von 527 ha. Am 1. Jänner 2024 lebten 39 Personen in der Katastralgemeinde.
Die Katastralgemeinde gehört zum Sprengel des Vermessungsamtes Klagenfurt.

## Lage
Die Katastralgemeinde liegt im Westen der Gemeinde Weitensfeld, im Westen des Bezirks Sankt Veit an der Glan, rechtsseitig im Gurktal. Sie umfasst das Plateau, auf dem die Ortschaft Braunsberg liegt, sowie die sich nach Süden hin anschließenden Hänge hinauf zum Zammelsberger Rücken.

## Ortschaften
Auf dem Gebiet der Katastralgemeinde Braunsberg liegt die Ortschaft Braunsberg.
Am 1. April 2020 umfasste die Katastralgemeinde 21 Adressen.

## Vermessungsamt-Sprengel
Die Katastralgemeinde gehört seit 1. Jänner 1998 zum Sprengel des Vermessungsamtes Klagenfurt. Davor war sie Teil des Sprengels des Vermessungsamtes St. Veit an der Glan.

## Geschichte
Ende des 18. Jahrhunderts wurden die Kärntner Steuergemeinden (später: Katastralgemeinden) gebildet und Steuerbezirken zugeordnet. Die Steuergemeinde Braunsberg wurde Teil des Steuerbezirks Albeck.
Im Zuge der Reformen nach der Revolution 1848/49 wurden in Kärnten die Steuerbezirke aufgelöst und Ortsgemeinden (auch politische Gemeinden genannt) gebildet, die jeweils das Gebiet einer oder mehrerer Steuergemeinden umfassten. Die Katastralgemeinde Braunsberg kam an die Ortsgemeinde Weitensfeld.
Die Größe der Katastralgemeinde Braunsberg wurde im Jahr 1854 mit 916 Österreichischen Joch und 318 Klaftern (ca. 527 ha) angegeben; damals lebten 62 Personen auf dem Gebiet der Katastralgemeinde.
Bei der Kärntner Gemeindestrukturreform von 1973 kam die Katastralgemeinde Braunsberg an die damals neu errichtete Gemeinde Weitensfeld-Flattnitz, bei deren Auflösung 1991 wieder zur Gemeinde Weitensfeld im Gurktal.
Die Katastralgemeinde Braunsberg gehörte ab 1850 zum politischen Bezirk Sankt Veit an der Glan und zum Gerichtsbezirk Gurk. 1854 bis 1868 gehörte sie zum Gemischten Bezirk Gurk. Seit der Reform 1868 ist sie wieder Teil des politischen Bezirks Sankt Veit an der Glan, zunächst als Teil des Gerichtsbezirks Gurk, seit 1978 als Teil des Gerichtsbezirks St. Veit an der Glan.